# Gloanna hecate
Gloanna hecate là một loài bướm đêm trong họ Noctuidae.